# フェリックス・ストリッズバーグ＝ウステルッド
フェリックス・ストリッズバーグ=ウステルッド（Felix Stridsberg-Usterud、1994年11月3日 - ）は、ノルウェーバールム出身のフリースキーヤー。

## 生い立ち
趣味はバレーボール。

## 戦歴
2013年3月31日にイタリアで開催されたFIS Junior World Ski Championshipsではゴールドメダル。2015年3月14日に地元スイスで開催されたFIS World Cupではスロープスタイル種目でゴールドメダル。2015年8月にニュージーランドのCardronaで開催されたFIS World Cupのスロープスタイル種目では15位。スキー板はVolklのWallを使用している。お気に入りのトリックはフロントフリップ・テールグラブ。

## スポンサー
- Volkl
- O'Neill